# Hamrånge landskommun
Hamrånge landskommun var en tidigare kommun i Gävleborgs län. Kommunkod 1952-1968 var 2111.

## Administrativ historik
Hamrånge landskommun inrättades den 1 januari 1863 i Hamrånge socken i Gästrikland  när 1862 års kommunalförordningar trädde i kraft. 
Kommunen påverkades inte av kommunreformen 1952 och förblev oförändrad fram till år 1969 då den uppgick i Gävle stad. Sedan 1971 tillhör området den nya Gävle kommun.

### Kyrklig tillhörighet
I kyrkligt hänseende tillhörde kommunen Hamrånge församling.

## Kommunvapnet
Blasonering: Sköld delad i rött, vari tre bjälkvis ordnade sexuddiga stjärnor av silver, och av silver, vari en röd fisk med fenor och tänder av guld.
Detta vapen fastställdes av Kungl. Maj:t den 23 februari 1951. Se artikeln om Gävle kommunvapen för mer information.

## Geografi
Hamrånge landskommun omfattade den 1 januari 1952 en areal av 374,30 km², varav 345,70 km² land. Efter nymätningar och arealberäkningar färdiga den 1 januari 1958 omfattade landskommunen den 1 januari 1961 en areal av 391,10 km², varav 349,15 km² land.

### Tätorter i kommunen 1960
| Tätort          | Folkmängd |
| --------------- | --------- |
| Norrsundet      | 1 658     |
| Bergby          | 914       |
| Hamrångefjärden | 673       |
| Totra           | 350       |
| Hagsta          | 304       |
| Axmarby         | 255       |

Tätortsgraden i kommunen var den 1 november 1960 85,3 procent.

## Politik

### Mandatfördelning i valen 1938-1966
| 24 | 3 |  |  |  |

| 26 |

| 25 | 2 | 2 |  |

| 28 |

| 21 |  | 2 |  |

| 21 | 4 |

|  | 27 | 2 | 4 |  |

| 30 | 5 |

| 28 | 2 | 4 |  |

| 29 | 6 |

| 28 | 2 | 3 | 2 |

| 29 | 6 |

| 28 | 3 | 3 |  |

| 29 | 6 |

| 25 | 5 | 3 | 2 |

| 28 | 7 |

### Fotnoter
1. ↑  Per Andersson: Sveriges kommunindelning 1863-1993, Draking, Mjölby 1993, ISBN 91-87784-05-X, s. 87
2. ↑  ”Svenska Heraldiska Föreningens vapendatabas”. Arkiverad från originalet den 18 oktober 2012. https://web.archive.org/web/20121018011750/http://databas.heraldik.se/index.php. Läst 6 januari 2011.
3. ↑   (PDF) Folkräkningen den 31 december 1950, I, Areal och folkmängd inom särskilda förvaltningsområden m.m., Tätorter. Stockholm: Statistiska centralbyrån. 1952-05-19. sid. 104. Arkiverad från originalet den 1 oktober 2014. https://www.webcitation.org/6T09ZkyrB?url=http://www.scb.se/Grupp/Hitta_statistik/Historisk_statistik/_Dokument/SOS/Folkrakningen_1950_1.pdf. Läst 9 oktober 2014 Arkiverad 29 oktober 2013 hämtat från the Wayback Machine.
4. ↑   ( PDF) Folkräkningen den 1 november 1960, I, Folkmängd inom kommuner och församlingar efter kön, ålder, civilstånd m.m.. Stockholm: Statistiska centralbyrån. 1961. sid. 53 & 203. Arkiverad från originalet den 15 juli 2015. https://www.webcitation.org/6a1zkRbkC?url=http://www.scb.se/Grupp/Hitta_statistik/Historisk_statistik/_Dokument/SOS/Folkrakningen_1960_01.pdf. Läst 16 november 2017 Arkiverad 14 oktober 2013 hämtat från the Wayback Machine.
5. ↑   ( PDF) Folkräkningen den 1 november 1960, II, Folkmängd inom tätorter efter kön, ålder och civilstånd.. Stockholm: Statistiska centralbyrån. 1961. sid. 26. Arkiverad från originalet den 29 juni 2015. https://www.webcitation.org/6ZeEB9Ija?url=http://www.scb.se/Grupp/Hitta_statistik/Historisk_statistik/_Dokument/SOS/Folkrakningen_1960_02.pdf. Läst 16 november 2017 Arkiverad 24 september 2015 hämtat från the Wayback Machine.